# Verein für Bewegungsspiele Stuttgart 1893 1964-1965
Questa voce raccoglie le informazioni riguardanti il Verein für Bewegungsspiele Stuttgart 1893 nelle competizioni ufficiali della stagione 1964-1965.

## Stagione
Nella stagione 1964-1965 lo Stoccarda, allenato da Kurt Baluses e Rudi Gutendorf, concluse il campionato di Bundesliga al 12º posto. In Coppa di Germania lo Stoccarda fu eliminato ai quarti di finale dallo Schalke 04. In Coppa delle Fiere lo Stoccarda fu eliminato al secondo turno dal Dunfermline.

## Rosa
| N. |                     | Ruolo | Calciatore           |
| -- | ------------------- | ----- | -------------------- |
|    | Germania (bandiera) | P     | Lorenz Fischer       |
|    | Germania (bandiera) | P     | Werner Pfeifer       |
|    | Germania (bandiera) | P     | Günter Sawitzki      |
|    | Germania (bandiera) | D     | Hans Arnold          |
|    | Germania (bandiera) | D     | Siegfried Böhringer  |
|    | Germania (bandiera) | D     | Hans Eisele          |
|    | Germania (bandiera) | D     | Rudi Entenmann       |
|    | Germania (bandiera) | D     | Willi Entenmann      |
|    | Germania (bandiera) | D     | Theodor Hoffmann     |
|    | Germania (bandiera) | D     | Gerd Menne           |
|    | Germania (bandiera) | D     | Günter Seibold       |
|    | Germania (bandiera) | D     | Klaus-Dieter Sieloff |

| N. |                     | Ruolo | Calciatore         |
| -- | ------------------- | ----- | ------------------ |
|    | Germania (bandiera) | D     | Werner Walter      |
|    | Germania (bandiera) | A     | Rolf Geiger        |
|    | Germania (bandiera) | A     | Dieter Höller      |
|    | Germania (bandiera) | A     | Helmut Huttary     |
|    | Germania (bandiera) | A     | Hans Krauß         |
|    | Germania (bandiera) | A     | Eberhard Pfisterer |
|    | Germania (bandiera) | A     | Manfred Reiner     |
|    | Germania (bandiera) | A     | Helmut Siebert     |
|    | Germania (bandiera) | A     | Gustav Talpay      |
|    | Germania (bandiera) | A     | Erwin Waldner      |
|    | Germania (bandiera) | A     | Gerhard Wanner     |
|    | Germania (bandiera) | A     | Hartmut Weiß       |

## Organigramma societario
Area tecnica
- Allenatore: Rudi Gutendorf
- Allenatore in seconda:
- Preparatore dei portieri:
- Preparatori atletici:

## Calciomercato

### Sessione estiva
| Acquisti | Acquisti       | Acquisti           | Acquisti |
| R.       | Nome           | da                 | Modalità |
| -------- | -------------- | ------------------ | -------- |
| A        | Helmut Huttary | Hessen Kassel      |          |
| P        | Werner Pfeifer | Fortuna Düsseldorf |          |
| A        | Helmut Siebert | Ulma               |          |

| Cessioni | Cessioni           | Cessioni         | Cessioni |
| R.       | Nome               | a                | Modalità |
| -------- | ------------------ | ---------------- | -------- |
| A        | Friedrich Zipperer | Waldhof Mannheim |          |

## Risultati

### Bundesliga

#### Girone di andata
| Arbitro: | Thier |

|                   |           |                              |
| Wulf 77’ Krug 81’ | Marcatori | 9’ Siebert 15’ (rig.) Arnold |

| Arbitro: | Jacobi |

|                                      |           |            |
| Böhringer 18’ Geiger 72’ Huttary 75’ | Marcatori | 11’ Strehl |

| Arbitro: | Spiewak |

|            |           |  |
| Brungs 64’ | Marcatori |  |

| Arbitro: | Sturm |

|                             |           |                                 |
| Geiger 27’, 50’ Siebert 35’ | Marcatori | 16’ Hornig 38’ Schäfer 47’ Löhr |

| Arbitro: | Gusenburger |

|           |           |            |
| Geiger 6’ | Marcatori | 17’ Kremer |

| Karlsruhe 26 settembre 1964, ore 16:00 CET 6ª giornata | Karlsruhe | 0 – 0 referto | Stoccarda | Wildparkstadion (50 000 spett.)\| Arbitro: \| Riegg \| |
| Arbitro:                                               | Riegg     |               |           |                                                        |

| Arbitro: | Mathieu |

|                      |           |               |
| Menne 59’ Höller 61’ | Marcatori | 35’ Koslowski |

| Arbitro: | Ott |

|                    |           |                                     |
| Lotz 30’, 61’, 73’ | Marcatori | 11’, 13’ Geiger 58’ (rig.) Hoffmann |

| Arbitro: | Baumgärtel |

|            |           |            |
| Geiger 86’ | Marcatori | 11’ Schütz |

| Arbitro: | Handwerker |

|             |           |  |
| Kohlars 50’ | Marcatori |  |

| Arbitro: | Niemeyer |

|                                  |           |             |
| Pfisterer 21’, 82’ Entenmann 25’ | Marcatori | 11’ Wuttich |

| Arbitro: | Epping |

|                     |           |            |
| Braner 2’ Prins 37’ | Marcatori | 12’ Höller |

| Arbitro: | Schmidt |

|             |           |                      |
| Waldner 28’ | Marcatori | 5’ Stein 31’ Lindner |

| Arbitro: | Fritz |

|                 |           |          |
| Heiser 34’, 54’ | Marcatori | 75’ Weiß |

| Arbitro: | Baumgärtel |

|                                        |           |                    |
| Waldner 38’ Höller 40’ (rig.) Weiß 78’ | Marcatori | 74’ Glod 84’ Peter |

#### Girone di ritorno
| Arbitro: | Mathieu |

|                              |           |                                         |
| Geiger 31’ Höller 90’ (rig.) | Marcatori | 40’ Wulf 44’ Seeler 56’ Mate 58’ Dörfel |

| Arbitro: | Sparing |

|            |           |         |
| Müller 77’ | Marcatori | 3’ Weiß |

| Arbitro: | Schulenburg |

|                          |           |                            |
| Weiß 32’, 51’ Reiner 43’ | Marcatori | 10’ Emmerich 30’ Konietzka |

| Arbitro: | Gusenburger |

|                        |           |          |
| Müller 40’ Overath 74’ | Marcatori | 47’ Weiß |

| Berlino 30 gennaio 1965, ore 15:00 CET 20ª giornata | Hertha Berlino | 0 – 0 referto | Stoccarda | Stadio Olimpico (10 000 spett.)\| Arbitro: \| Niemeyer \| |
| Arbitro:                                            | Niemeyer       |               |           |                                                           |

| Arbitro: | Heumann |

|          |           |                      |
| Weiß 84’ | Marcatori | 15’ Madl 55’ Geisert |

| Arbitro: | Sturm |

|                            |           |                     |
| Gerhardt 23’, 66’ Grau 86’ | Marcatori | 75’ (rig.) Hoffmann |

| Arbitro: | Seekamp |

|                                                    |           |                               |
| Höller 17’ Hoffmann 22’ (rig.) Weiß 73’ Arnold 82’ | Marcatori | 60’ Schmidt 69’ (rig.) Nolden |

| Arbitro: | Thier |

|            |           |  |
| Lorenz 52’ | Marcatori |  |

| Arbitro: | Fritz |

|                                      |           |  |
| Pfisterer 23’ Höller 33’ Waldner 64’ | Marcatori |  |

| Arbitro: | Fritz |

|                    |           |          |
| Ulsaß 18’ Bäse 72’ | Marcatori | 33’ Weiß |

| Arbitro: | Sturm |

|            |           |  |
| Geiger 67’ | Marcatori |  |

| Arbitro: | Riegg |

|               |           |                                 |
| Solz 33’, 86’ | Marcatori | 6’ Höller 25’ Wanner 88’ Reiner |

| Arbitro: | Weyland |

|  |           |                               |
|  | Marcatori | 17’, 46’ Rodekamp 27’ Bandura |

| Arbitro: | Ohmsen |

|                           |           |                     |
| Kuntz 17’ Simmet 28’, 88’ | Marcatori | 68’ (rig.) Hoffmann |

### Coppa di Germania
| Arbitro: | Linn |

|  |           |                                                 |
|  | Marcatori | 55’ Höller 58’, 90’ Weiß 67’ Waldner 81’ Eisele |

| Arbitro: | Wieser |

|  |           |                     |
|  | Marcatori | 74’ Reiner 76’ Weiß |

| Arbitro: | Ott |

|                                             |           |                                   |
| Kreuz 14’ (rig.) Gerhardt 53’ Grau 66’, 89’ | Marcatori | 62’ Böhringer 78’ (rig.) Hoffmann |

### Coppa delle Fiere
| Arbitro: | Aalbrecht |

|             |           |                            |
| Dyrholm 20’ | Marcatori | 16’ Geiger 30’, 88’ Höller |

| Arbitro: | Guinnard |

|              |           |  |
| Hoffmann 56’ | Marcatori |  |

| Arbitro: | Adair |

|               |           |  |
| Callaghan 70’ | Marcatori |  |

| Stoccarda 1º dicembre 1964, ore CET Secondo turno | Stoccarda | 0 – 0 referto | Dunfermline | Neckarstadion (10 000 spett.)\| Arbitro: \| Bucheli \| |
| Arbitro:                                          | Bucheli   |               |             |                                                        |

## Statistiche

### Statistiche di squadra
| Competizione      | Punti | In casa | In casa | In casa | In casa | In casa | In casa | In trasferta | In trasferta | In trasferta | In trasferta | In trasferta | In trasferta | Totale | Totale | Totale | Totale | Totale | Totale | DR |
| Competizione      | Punti | G       | V       | N       | P       | Gf      | Gs      | G            | V            | N            | P            | Gf           | Gs           | G      | V      | N      | P      | Gf     | Gs     | DR |
| ----------------- | ----- | ------- | ------- | ------- | ------- | ------- | ------- | ------------ | ------------ | ------------ | ------------ | ------------ | ------------ | ------ | ------ | ------ | ------ | ------ | ------ | -- |
| Bundesliga        | 26    | 15      | 8       | 3       | 4       | 31      | 25      | 15           | 1            | 5            | 9            | 15           | 25           | 30     | 9      | 8      | 13     | 46     | 50     | -4 |
| Coppa di Germania | -     | 0       | 0       | 0       | 0       | 0       | 0       | 3            | 2            | 0            | 1            | 9            | 4            | 3      | 2      | 0      | 1      | 9      | 4      | +5 |
| Coppa delle Fiere | -     | 2       | 1       | 1       | 0       | 1       | 0       | 2            | 1            | 0            | 1            | 3            | 2            | 4      | 2      | 1      | 1      | 4      | 2      | +2 |
| Totale            | 26    | 17      | 9       | 4       | 4       | 32      | 25      | 20           | 4            | 5            | 11           | 27           | 31           | 37     | 13     | 9      | 15     | 59     | 56     | +3 |

### Andamento in campionato
| Giornata  | 1 | 2 | 3 | 4 | 5 | 6  | 7 | 8 | 9 | 10 | 11 | 12 | 13 | 14 | 15 | 16 | 17 | 18 | 19 | 20 | 21 | 22 | 23 | 24 | 25 | 26 | 27 | 28 | 29 | 30 |
| --------- | - | - | - | - | - | -- | - | - | - | -- | -- | -- | -- | -- | -- | -- | -- | -- | -- | -- | -- | -- | -- | -- | -- | -- | -- | -- | -- | -- |
| Luogo     | T | C | T | C | C | T  | C | T | C | T  | C  | T  | C  | T  | C  | C  | T  | C  | T  | T  | C  | T  | C  | T  | C  | T  | C  | T  | C  | T  |
| Risultato | N | V | P | N | N | N  | V | N | N | P  | V  | P  | P  | P  | V  | P  | N  | V  | P  | N  | P  | P  | V  | P  | V  | P  | V  | V  | P  | P  |
| Posizione | 6 | 2 | 9 | 8 | 8 | 10 | 7 | 8 | 7 | 8  | 8  | 7  | 10 | 12 | 10 | 11 | 10 | 9  | 10 | 10 | 11 | 11 | 10 | 11 | 10 | 11 | 11 | 10 | 11 | 12 |

Legenda:

Luogo: C = Casa; T = Trasferta. Risultato: V = Vittoria; N = Pareggio; P = Sconfitta.

### Statistiche dei giocatori
| Giocatore    | Bundesliga | Bundesliga | Bundesliga  | Bundesliga | Coppa di Germania | Coppa di Germania | Coppa di Germania | Coppa di Germania | Coppa delle Fiere | Coppa delle Fiere | Coppa delle Fiere | Coppa delle Fiere | Totale   | Totale | Totale      | Totale     |
| Giocatore    | Presenze   | Reti       | Ammonizioni | Espulsioni | Presenze          | Reti              | Ammonizioni       | Espulsioni        | Presenze          | Reti              | Ammonizioni       | Espulsioni        | Presenze | Reti   | Ammonizioni | Espulsioni |
| ------------ | ---------- | ---------- | ----------- | ---------- | ----------------- | ----------------- | ----------------- | ----------------- | ----------------- | ----------------- | ----------------- | ----------------- | -------- | ------ | ----------- | ---------- |
| H. Arnold    | 14         | 2          | 0           | 0          | 0                 | 0                 | 0                 | 0                 | 1                 | 0                 | 0                 | 0                 | 15       | 2      | 0           | 0          |
| S. Böhringer | 9          | 1          | 0           | 0          | 1                 | 1                 | 0                 | 0                 | 2                 | 0                 | 0                 | 0                 | 12       | 2      | 0           | 0          |
| H. Eisele    | 23         | 0          | 0           | 1          | 3                 | 1                 | 0                 | 0                 | 4                 | 0                 | 0                 | 0                 | 30       | 1      | 0           | 1          |
| R. Entenmann | 24         | 1          | 0           | 0          | 3                 | 0                 | 0                 | 0                 | 2                 | 0                 | 0                 | 0                 | 29       | 1      | 0           | 0          |
| W. Entenmann | 0          | 0          | 0           | 0          | 0                 | 0                 | 0                 | 0                 | 0                 | 0                 | 0                 | 0                 | 0        | 0      | 0           | 0          |
| L. Fischer   | 0          | 0          | 0           | 0          | 1                 | 0                 | 0                 | 0                 | 0                 | 0                 | 0                 | 0                 | 1        | 0      | 0           | 0          |
| R. Geiger    | 28         | 9          | 0           | 0          | 3                 | 0                 | 0                 | 0                 | 3                 | 1                 | 0                 | 0                 | 34       | 10     | 0           | 0          |
| T. Hoffmann  | 23         | 4          | 0           | 0          | 3                 | 1                 | 0                 | 0                 | 2                 | 1                 | 0                 | 0                 | 28       | 6      | 0           | 0          |
| H. Huttary   | 13         | 1          | 0           | 0          | 0                 | 0                 | 0                 | 0                 | 2                 | 0                 | 0                 | 0                 | 15       | 1      | 0           | 0          |
| D. Höller    | 28         | 7          | 0           | 0          | 2                 | 1                 | 0                 | 0                 | 2                 | 2                 | 0                 | 0                 | 32       | 10     | 0           | 0          |
| H. Krauß     | 1          | 0          | 0           | 0          | 0                 | 0                 | 0                 | 0                 | 1                 | 0                 | 0                 | 0                 | 2        | 0      | 0           | 0          |
| G. Menne     | 18         | 1          | 0           | 0          | 1                 | 0                 | 0                 | 0                 | 3                 | 0                 | 0                 | 0                 | 22       | 1      | 0           | 0          |
| W. Pfeifer   | 0          | 0          | 0           | 0          | 0                 | 0                 | 0                 | 0                 | 1                 | 0                 | 0                 | 0                 | 1        | 0      | 0           | 0          |
| E. Pfisterer | 21         | 3          | 0           | 0          | 1                 | 0                 | 0                 | 0                 | 4                 | 0                 | 0                 | 0                 | 26       | 3      | 0           | 0          |
| M. Reiner    | 8          | 2          | 0           | 0          | 2                 | 1                 | 0                 | 0                 | 2                 | 0                 | 0                 | 0                 | 12       | 3      | 0           | 0          |
| G. Sawitzki  | 30         | 0          | 0           | 0          | 2                 | 0                 | 0                 | 0                 | 3                 | 0                 | 0                 | 0                 | 35       | 0      | 0           | 0          |
| G. Seibold   | 23         | 0          | 0           | 0          | 2                 | 0                 | 0                 | 0                 | 3                 | 0                 | 0                 | 0                 | 28       | 0      | 0           | 0          |
| H. Siebert   | 7          | 2          | 0           | 0          | 1                 | 0                 | 0                 | 0                 | 2                 | 0                 | 0                 | 0                 | 10       | 2      | 0           | 0          |
| K. Sieloff   | 27         | 0          | 0           | 0          | 3                 | 0                 | 0                 | 0                 | 3                 | 0                 | 0                 | 0                 | 33       | 0      | 0           | 0          |
| G. Talpay    | 0          | 0          | 0           | 0          | 0                 | 0                 | 0                 | 0                 | 0                 | 0                 | 0                 | 0                 | 0        | 0      | 0           | 0          |
| E. Waldner   | 15         | 3          | 0           | 1          | 2                 | 1                 | 0                 | 0                 | 3                 | 0                 | 0                 | 0                 | 20       | 4      | 0           | 1          |
| W. Walter    | 1          | 0          | 0           | 0          | 1                 | 0                 | 0                 | 0                 | 1                 | 0                 | 0                 | 0                 | 3        | 0      | 0           | 0          |
| G. Wanner    | 2          | 1          | 0           | 0          | 0                 | 0                 | 0                 | 0                 | 0                 | 0                 | 0                 | 0                 | 2        | 1      | 0           | 0          |
| H. Weiß      | 15         | 9          | 0           | 0          | 2                 | 3                 | 0                 | 0                 | 0                 | 0                 | 0                 | 0                 | 17       | 12     | 0           | 0          |